# Clearwater County (Minnesota)
Clearwater County is een county in de Amerikaanse staat Minnesota.
De county heeft een landoppervlakte van 2.576 km² en telt 8.423 inwoners (volkstelling 2000). De hoofdplaats is Bagley.